# Обсерватория Радклиффа
Обсерватория Радклиффа (англ. Radcliffe Observatory) — астрономическая обсерватория, работавшая с 1773 по 1934 годы в Оксфордском университете. Также встречается название Оксфордская обсерватория. В 1934 году обсерватория переехала на новое место в Претории, Южная Африка.

## Руководители обсерватории
- 1773—1810 — Томас Хорнсби — инициатор создания обсерватории и первый её руководитель;
- 1839 — Джордж Джонсон, не обладавший наблюдательным опытом; с тех пор научной работой заведовал т. н. «наблюдатель Радклиффа»;
- 1839—1859 — Мануэль Джонсон;
- 1860—1878 — Роберт Мэн;
- 1879—1897 — Эдвард Стоун
- 1897—1923 — Артур Рембо[англ.];
- 1924—1950 — Гарольд Нокс-Шоу[англ.] — инициировал переезд обсерватории в ЮАР;
- 1950—1974 — Эндрю Тэкери — был руководителем обсерватории в ЮАР.

## История обсерватории
Обсерватория строилась на средства состоятельного врача Джона Радклиффа, в честь него и была она названа. Предложил создать обсерваторию Томас Хорнсби, который в 1769 году из своей комнаты недалеко от будущей Радклиффской обсерватории пронаблюдал прохождение Венеры по диску Солнца.
Строительство обсерватории началось в 1772 году и было завершено в 1794 году. Архитектор Джеймс Уайет при составлении проекта отталкивался от античной башни Ветров в Афинах.
Из-за плохих условий для наблюдений в начале XX века было решено произвести перенос обсерватории в место с более благоприятным астроклиматом. В 1934 году старое здание обсерватории было продано и обсерватория была перевезена в Южную Африку.
Старинное здание обсерватории сейчас используется университетским колледжем Green Templeton как центральное здание колледжа. Старинные инструменты находятся в Музее истории науки в центральном Оксфорде.

## Инструменты обсерватории
- Два 8-футовых квадранта
- Меридианный телескоп
- 12-футовая зенитная труба
- Хронометры
- Гелиометр (1849—1905 гг)
- 10-дюймовый рефрактор (изготовлен в 1860г, в обсерватории с 1885 года)

## Направления исследований
- Наблюдения двойных звезд, планет и комет
- Астрономическая навигация (для подготовки моряков)
- Метеонаблюдения (3 раза в сутки с 1774 по 1935 год)

## Основные достижения
- Открытие астероидов из первой сотни: (42) Изида, (43) Ариадна, (46) Гестия.
- Radcliffe catalogue for 1890
- Radcliffe Catalogue of Proper Motions (1934г)

## Известные сотрудники
- Генри Кин[англ.] — архитектор, который начинал строительство обсерватории
- Абрахам Робертсон[англ.]
- Крукс, Уильям — в 1854 году работал в метеорологическом отделе обсерватории
- Погсон, Норман Роберт — в 1851—1860 годах работал в обсерватории
- Тернер, Герберт Холл — английский астроном и сейсмолог.